# 稲野村
稲野村（いなのむら）は、1889年から1940年まで存在した日本の兵庫県川辺郡にあった村。

## 地理
現在の伊丹市西部から南部に当たる地域である。東を伊丹町、北東を川西町、北を長尾村、北西を小浜村、南を立花村、南東を園田村、西を武庫郡良元村、南西を武庫郡武庫村と接していた。

## 歴史
稲野村の村域は南部が摂津国河辺郡為奈郷（いなのごう）、北部が武庫郡児屋郷（こやのごう）に分かれていたが、中世には武庫川の流域変遷により児屋郷の西側が西小屋荘（にしこやのしょう）として武庫郡に留まり、東側が小屋荘（こやのしょう）として川辺郡に組み込まれた。
猪名川の西に開けた平野を「猪名野」と称し、大弐三位「有馬山 猪名の笹原 風吹けば いでそよ人を 忘れやはする」を始め歌枕としても著名であった。この「猪名野」へ後に「稲野」の字が当てられ、これが村名の由来となっている。
- 1889年（明治22年）4月1日 - 町村制施行により西野・中野・東野・池尻・寺本・昆陽・千僧・山田・野間・南野・御願塚の各村が合併し稲野村が発足。
- 1940年（昭和15年）11月10日 - 稲野村と伊丹町の新設合併により伊丹市が成立、川辺郡を離脱する。

現在の稲野町は伊丹市成立後の1957年に御願塚の一部を稲野町1〜7丁目として分割し、1959年に南野から一部を8丁目として編入した地域である。

## 経済

### 産業
農業
『大日本篤農家名鑑』によれば稲野村の篤農家は、「谷垣為次郎、久保武兵衛、前田半兵衛、中島宇兵衛、民田熊太郎、中島庄蔵、阪上平右衛門、中島幾次郎」などがいた。

## 交通
鉄道
- 阪急伊丹線
  - 稲野駅